# Une séparation
Pour plus de détails, voir Fiche technique et Distribution.
Une séparation (en persan : جدایی نادر از سیمین, Djodāï-yé Nāder az Simin : la séparation de Nader et Simin) est un film iranien d'Asghar Farhadi, sorti en 2011. Il remporte l'Ours d'or du meilleur film, les Ours d'argent de la meilleure actrice et du meilleur acteur pour tous les comédiens lors de la Berlinale 2011, le César du meilleur film étranger et l'Oscar du meilleur film en langue étrangère. Le film est par ailleurs un succès surprise en France avec près d'un million de spectateurs.
En 2016, la BBC le place en 9e position dans son classement des 100 plus grands films du XXIe siècle.

## Synopsis
À Téhéran, Nader (Peyman Maadi) et Simin (Leila Hatami) sont un couple de la classe moyenne. Ils sont mariés depuis 14 ans. Nader travaille dans une banque, Simin est enseignante. Ils ont une fille Termeh (Sarina Farhadi), âgée de 11 ans. Le père (Ali-Asghar Shahbazi) de Nader, atteint de la maladie d'Alzheimer, totalement dépendant, vit dans leur appartement. Simin veut que la famille parte vivre à l'étranger, car elle veut des conditions de vie meilleures pour Termeh. Ils ont obtenu un visa d'immigration qui expire dans 40 jours. Nader, ne voulant pas abandonner son père, refuse de partir d'Iran. Simin entame une procédure de divorce. Le juge (Babak Karimi) estime que les problèmes du couple ne justifient pas un divorce et il rejette la demande de Simin.
Simin décide donc de quitter le foyer et part habiter chez ses parents. Devant payer un supplément aux déménageurs, Simin prend l'argent dans un tiroir dans la chambre, à l'insu de Nader. Simultanément, Nader embauche Razieh (Sareh Bayat) comme aide-à-domicile, car il a besoin d'aide pour s'occuper de son père. Razieh lui a été proposée par Simin. Elle est pauvre, très croyante et habite en banlieue. Sa petite fille Somayeh (Kimia Hosseini) l'accompagne partout. Razieh est enceinte et le cache. Seule Somayeh le sait.
Dès le premier jour de travail, Razieh découvre que le père de Nader s'est uriné dessus. Elle panique, car elle craint de transgresser ses principes religieux si elle le lave. Elle demande à l'assistance téléphonique religieuse si elle peut le laver. Prenant en compte la situation, le conseiller l'autorise à le faire. Nader et Termeh rentrent à l'appartement en fin d'après-midi. Une collègue de Simin, Mme Ghahraei (Merila Zarei) attend Termeh, à qui elle fait des cours particuliers à domicile. Mme Ghahraei donne à Razieh le numéro de téléphone d'une gynécologue. Razieh annonce à Nader qu'elle ne peut plus travailler chez lui et qu'il doit engager un homme pour ce travail. Ne comprenant pas, il lui demande pourquoi et insiste tellement qu'elle finit par lui révéler que son père est incontinent. Nader est étonné et dit que cela ne lui était jamais arrivé. Razieh lui propose d'engager Hodjat (Shahab Hosseini), son époux. Nader dit qu'il faut qu'Hodjat le rencontre à la banque le lendemain. Razieh n'ayant pas dit à son époux qu'elle a travaillé pour Nader, lui fait promettre de garder le secret. Hodjat vient au rendez-vous convenu et Nader l'engage. Le lendemain matin, Nader est étonné de voir Razieh venir chez lui à la place d'Hodjat. Elle lui dit que son époux a été arrêté a cause d'une plainte d'un de ses créanciers et qu'elle le remplace jusqu'à sa libération.
Un jour, Nader et Termeh rentrent et sont étonnés de trouver la porte close. Termeh trouve son grand-père inconscient couché sur le sol, un poignet ligoté au cadre de son lit. Razieh et Somayeh ne sont pas là. Le père de Nader n'a pas de blessure. Nader découvre qu'il manque de l'argent dans le tiroir de la commode, il fulmine. Razieh et Somayeh rentrent.
Furieux, Nader la congédie. Razieh réclame le paiement de ses heures travaillées. Nader la repousse sur le palier. Razieh déclare être tombée dans l'escalier ce qui lui a provoqué une fausse couche. Sa famille intente un procès à Nader. Simin revient soutenir son mari. Elle paie la caution qui permet d'éviter à Nader d'aller en prison. Mais Razieh a menti. Nader aussi.

## Fiche technique
- Titre français : Une séparation
- Titre original : Djodāï-yé Nāder az Simin (persan : جدایی نادر از سیمین, littéralement La Séparation de Nader et Simin)
- Réalisation : Asghar Farhadi
- Scénario : Asghar Farhadi
- Musique : Sattar Oraki
- Décors : Keyvan Moghaddam
- Photographie : Habib Majidi
- Montage : Hayedeh Safiyari
- Production : Negar Eskandarfar, Asghar Farhadi
- Pays de production :  Iran
- Langue originale : persan
- Genre : Drame
- Durée : 114 minutes
- Dates de sortie :
  - première à la Berlinale 2011 le 15 février 2011
  - Iran : 16 mars 2011
  - France et Belgique : 8 juin 2011
  - suisse : 8 septembre 2011
  - Québec : 24 février 2012

## Distribution
- Peyman Maadi (VF : Thibault de Montalembert) : Nader
- Leila Hatami (VF : Odile Cohen) : Simin, épouse de Nader
- Sarina Farhadi (VF : Claire Bouanich) : Termeh, fille de Simin et Nader, onze ans
- Sareh Bayat (VF : Anna Sigalevitch) : Razieh, la femme de ménage
- Shahab Hosseini (VF : Jonathan Cohen) : Hojat, mari de Razieh, cordonnier au chômage
- Babak Karimi : le juge
- Ali-Asghar Shahbazi : père de Nader, 80 ans, atteint de la maladie d'Alzheimer
- Kimia Hosseini : Somayeh, fille de Razieh et Hodjat, cinq ou six ans
- Merila Zarei (VF : Micky Sébastian) : Mme Ghahraei, professeur de Termeh
- Shirin Yazdanbakhsh (VF : Frédérique Cantrel) : la mère de Simin

Source et légende : version française (VF) sur le site d’AlterEgo (la société de doublage)
Traduction française (sous-titres) : Massoumeh Lahidji

## Contexte de réalisation
Farhadi définit Une séparation comme étant le reflet du conservatisme d’une république théocratique islamique, soit un État qui fonctionne d’après les principes des lois coraniques, priorisant la parole divine. Partageant des idéologies totalement différentes que les dirigeants du pays. Celui-ci réalise ce film sans aucune aide financière du gouvernement, puisqu’étant une République islamique d’Iran,  cela désigne l’Islam comme religion officielle dans ce régime politique. Ainsi, deux types de pouvoirs se chevauchent dans le système politique iranien, partageant différentes manières de gouverner un pays ou encore différents points de vue à l’égard de la vie en société.
L’un est politique, visible à travers le président, les diverses institutions politiques ou encore par des élections. Puis l’autre est religieux, visible à travers le Guide Suprême, les Mollahs ou encore les diverses institutions religieuses.
Par ailleurs, le pouvoir religieux garde tout de même une emprise majoritaire sur le pays, en imposant que toutes décisions politiques doivent être en accord avec les principes de l’Islam. C’est donc à cause de ce chevauchement des pouvoirs, que la réalisation du film était très complexe, notamment par la perte de l’autorisation de tournage, l’absence de financement gouvernementale ainsi que de multiples autres bâtons dans les roues.

## Analyse

### L'ampleur de la religion
Pour des individus vivant dans une société influencée par des règles religieuses, le fait de jurer sur quelque chose de faux est considéré comme étant un péché impardonnable, alors automatiquement si quelqu’un jure celui-ci dit la vérité. Ainsi durant la totalité du film, les personnages se basent principalement sur le fait de “jurer” afin de prouver leurs paroles, plutôt que par l’utilisation de preuves concrètes. Notamment lorsque Razieh demande à Nader de jurer sur le Coran, qu’il ne l’avait pas poussé, ou encore lorsque celle-ci n’étant pas sûre de qui a provoqué la fausse couche, refuse de jurer que Nader est le coupable, quitte à ne pas recevoir l’argent de ce dernier, ou encore à détruire la relation qu’elle possède avec son mari.
Ainsi l’acte de “jurer” est d’une importance capitale dans ce litige, ayant plus d’ampleur que des preuves réfutables, imageant ainsi le système judiciaire iranien. De plus l’ampleur que prend la religion est tout aussi présente dans le milieu du travail, à l’exemple de Razieh qui dans un premier temps voulait quitter son travail, lorsqu’elle apprend qu’elle doit laver et changer le père de Nader, afin d’éviter tout contacts intimes avec un autre homme que son mari, des actes punis et interdis par le système religieux. 
Concernant le port du tchador, le film ne reflète néanmoins pas la réalité du quotidien des femmes et ne suit pas les versets du Coran. En effet, dans le cadre familial, Simin et Termeh portent toujours le voile à la maison, alors qu'elles ne sont pas tenues de le faire. La Sourate 24, Verset 31, stipule « Et dis aux croyantes de baisser leurs regards, de garder leur chasteté, et de ne montrer de leurs atours que ce qui en paraît et qu’elles rabattent leur voile sur leurs poitrines; et qu’elles ne montrent leurs atours qu’à leurs maris, ou à leurs pères, ou aux pères de leurs maris, ou à leurs fils, ou aux fils de leurs maris, ou à leurs frères, ou aux fils de leurs frères, ou aux fils de leurs sœurs, ou aux femmes musulmanes, ou aux esclaves qu’elles possèdent, ou aux domestiques mâles impuissants, ou aux garçons impubères qui ignorent tout des parties cachées des femmes. Et qu’elles ne frappent pas avec leurs pieds de façon que l’on sache ce qu’elles cachent de leurs parures. ».

#### Division et inégalité
Asghar Farhadi dénonce à travers une séparation l’influence de la division des classes sociales mises en action dans différentes situations de la vie quotidienne dans la société iranienne. D’abord dans le milieu professionnel, où Nader possède un emploi stable aux revenus élevés lui permettant de scolariser sa fille, subvenir à ses besoins, posséder un véhicule, engager du personnel ou encore vivre dans un élégant et spacieux appartement. Alors que Razieh, issu d'un milieu social difficile, est employée comme domestique chez Nader, ne génère pas assez de revenus pour se permettre d’avoir un véhicule, l’obligeant à prendre les transports en commun, ce qui engendre fatigue, retard, stress dans sa vie quotidienne, puis celle-ci vit dans une vieille maison avec une grande famille, ce qui restreint son espace individuel. L’éducation se rallie aussi à la division des classes sociales, celle-ci étant accessible principalement aux hautes classes sociales, à travers le personnage de Nader qui en bénéficie, par la maitrise de sa diction, ses paroles et sa diplomatie face au juge. À l’inverse du mari de Razieh, qui ne bénéfice pas des vertus des études supérieures, a de la difficulté à s’exprimer et à garder son calme face au juge.
Puis le statut social influence aussi les relations de couple, l’épouse de Nader semble être une femme libre et autonome au sein du domaine familial inspiré d’un mode de vie occidental. Alors que Razeih dépend principalement de son époux et a besoin de son accord pour agir en tout temps. Ensuite les inégalités des classes sociales présentées par le réalisateur s’éteignent à une inégalité flagrante des sexes dans la société iranienne, notamment dans le domaine judiciaire, l’épouse de Nader a besoin de l’accord de ce dernier pour pouvoir divorcer, que les enfants du couple ont besoin de l’accord paternel pour pouvoir quitter le pays. Ou encore dans le domaine du travail, où Razieh a besoin de l’accord de son mari pour pouvoir pratiquer son travail de domestiques. Le réalisateur dénonce ainsi le statut de la femme qui mise en seconde position dans les couples iraniens, ce qui montre des traits caractérisant une société très conservatrice.

## Accueil

### Accueil critique
(septembre 2016).
Sur l'agrégateur américain Rotten Tomatoes, le film récolte 99 % d'opinions favorables pour 174 critiques.
En France, le site Allociné propose une note moyenne de 4,7⁄5 à partir de l'interprétation de critiques provenant de 20 titres de presse.
Dans le cahier critique du mois de juin 2011 de la revue Cahiers du cinéma Nicolas Azalbert commente le film ainsi : 
« Comment rendre compte de la complexité d’Une séparation ? […] La meilleure définition de ce film, […], pourrait d'ailleurs être celle du mot écheveau lui-même, si on se réfère à ses différentes acceptions. Une séparation serait donc « l'assemblage d'éléments concrets ou abstraits, embrouillés » qu'il met en scène, « le déroulement d'une continuité » que son montage opère, et l'acte de « parler sans interruption » qu'il fait entendre. »
Nicolas Azalbert décrit également la place dévolue, dans la mise en scène d'Asghar Farhadi, au juge (Babak Karimi), puis au spectateur lui-même : « Le spectateur, quant à lui, n'est pas mieux placé pour trancher. […] La place qui nous est assignée est celle d'un juge qui se retrouverait devant un vide juridique […] et où l'interprétation ne lui est pas imposée par le film (ou par cet autre juge que peut être le cinéaste), mais laissée à sa libre appréciation. Si la liberté d'expression est entravée par le gouvernement iranien, Farhadi laisse la liberté d'interprétation à son spectateur. Sa mise en scène vaut toutes les critiques envers la justice iranienne et, avantage suprême, ne peut être censurée par le gouvernement. »
Le film réalise une autre prouesse, celle de « tourner autour d'un plan absent, un plan aveugle, capital dans la reconstitution des faits […]. Plutôt que de montrer la réalité des faits, cet usage de l'ellipse permet de libérer la parole contradictoire de tous les protagonistes ».
On assiste à la séparation d'un couple, mais aussi à celle « entre, d'un côté la petite bourgeoisie, éduquée, libérale et moderne dont sont issus Nader et Simin, et de l'autre les classes populaires, traditionnelles et religieuses dont sont issus Razieh et son mari ».
« À l'unité perdue (celle de la société, du couple, des parents, de l'individu) répond la perte de l'innocence et la mort de l'enfance », conclut N. Azalbert.

### Box office
Sorti en France le 8 juin 2011 avec une combinaison de 105 salles et bénéficiant d'un appui critique quasiment unanime, le film rencontre immédiatement le succès auprès du public qui lui permet de dépasser les 500 000 spectateurs en moins d'un mois. Le dispositif est étendu à 250 salles à la mi-juillet. La fréquentation atteint 900 000 spectateurs après 15 semaines d'exploitation et 950 000 entrées en fin de carrière.
| Semaine                   | Entrées | Cumul   |
| ------------------------- | ------- | ------- |
| 8 au 14 juin 2011         | 151 217 | 151 217 |
| 15 au 21 juin 2011        | 129 605 | 280 822 |
| 22 au 28 juin 2011        | 103 291 | 384 113 |
| 29 juin au 5 juillet      | 91 109  | 475 222 |
| 6 au 12 juillet 2011      | 74 909  | 550 131 |
| 13 au 19 juillet 2011     | 81 402  | 631 533 |
| 20 au 26 juillet 2011     | 73 261  | 704 794 |
| 27 juillet au 2 août 2011 | 46 387  | 751 181 |
| 3 au 9 août 2011          | 43 053  | 794 234 |
| 10 au 16 août 2011        | 30 276  | 824 510 |
| 17 au 23 août 2011        | 21 805  | 846 315 |

### Influence
(mai 2022).
Si vous disposez d'ouvrages ou d'articles de référence ou si vous connaissez des sites web de qualité traitant du thème abordé ici, merci de compléter l'article en donnant les références utiles à sa vérifiabilité et en les liant à la section « Notes et références ».
Les multiples récompenses, nomination et critiques positives à travers les festivals et journaux internationaux font d’Une séparation un véritable classique aux yeux du monde, provoquant un intérêt mondial pour la situation sociale en Iran. Cependant, à échelle nationale, l’État a eu raison de Farhadi, venu entraver la projection du film, notamment la Guidance islamique qui refuse la tenue de cérémonies en l’honneur du réalisateur, la critique de plusieurs médias conservateurs en lui reprochant de donner une mauvaise image de l’État. Ainsi, aucune réelle information n’a pu être trouvée concernant l’influence interne du film sur la population, grâce aux multiples incidents ayant eu lieu durant le tournage et la projection d’Une séparation.

## Distinctions

### Récompenses
- Berlinale 2011 : 
  - Ours d'or du meilleur film
  - Ours d'argent de la meilleure actrice  pour l'ensemble des actrices
  - Ours d'argent du meilleur acteur pour l'ensemble des acteurs
  - Prix du jury œcuménique
- Festival international du film d'Erevan : Abricot d'or 2011 du meilleur film de fiction
- Prix Humanum 2011 de l'UPCB / UBFP - Union de la presse cinématographique belge
- Grand prix au Festival du film de Sydney 2012
- Golden Globe 2012 du meilleur film étranger
- David di Donatello 2012 : meilleur film étranger
- César 2012 du meilleur film étranger
- Independent Spirit Awards 2012 du meilleur film international
- Oscar 2012 du meilleur film en langue étrangère
- Asian Film Awards 2012 : prix du meilleur film
- Prix de l'adaptation en sous-titrage de l'ATAA 2011-2012 (catégorie « film non anglophone ») attribué à Massoumeh Lahidji, pour les sous-titres français[3],[12]

### Nominations
- 2012 : Grand prix de l'Union de la critique de cinéma
- 2012 : Oscar du meilleur scénario original
- 2012 : BAFTA Award du meilleur film en langue étrangère

### Articles de presse
- « "Une séparation" : divorces entre classes sociales à Téhéran » Article de Jean-Luc Douin publié le 7 juin  2011 dans Le Monde.